# マルシュロレーヌ
マルシュロレーヌ（欧字名:Marche Lorraine、2016年2月4日 - ）は、日本の競走馬、繁殖牝馬。主な勝ち鞍は2021年のブリーダーズカップディスタフ、エンプレス杯、TCK女王盃、ブリーダーズゴールドカップ、2020年のレディスプレリュード。
2021年に、アメリカ競馬のダート牝馬路線の1年を締め括る最高峰の競走であるブリーダーズカップディスタフで北米調教外かつ日本調教馬初の優勝を果たした。2021年のNARグランプリ特別表彰馬。

## 戦績
馬名の由来はフランスの愛国歌『ロレーヌ行進曲』から。

### デビュー前
2016年2月4日、北海道安平町のノーザンファームで誕生。母ヴィートマルシェは9戦1勝と目立った戦績は残していないが、その母は桜花賞など重賞5勝をあげたキョウエイマーチ。キョウエイマーチは子を4頭残して2007年に早逝しており、ヴィートマルシェはキョウエイマーチが産んだ唯一の牝馬であった。一口馬主法人キャロットファームから総額3,000万円（一口7万5000円×400口）で募集された。

### 3歳（2019年）
栗東トレーニングセンターの矢作芳人厩舎に入厩した後、2月3日に京都競馬場で行われた3歳新馬戦でデビューし2着（1着馬は後にリステッド競走の淀短距離ステークスを勝利するアイラブテーラー、6着には後に中日新聞杯、目黒記念を勝利するボッケリーニがいた）。その後デビュー5戦目の未勝利戦で初勝利を挙げた。その後1勝し、7戦2勝の成績で当年を終えた。

### 4歳（2020年）
初戦の四国新聞杯（2勝クラス）で3勝目を挙げる。その後は重賞へ格上挑戦などするも勝ちきれず、8月16日の博多ステークス（3勝クラス）2着を最後にダート転向した。
ダート初戦の桜島ステークス（3勝クラス）をいきなり勝利すると、地方初参戦となったレディスプレリュードを2着マドラスチェックに3馬身差を付けて勝利。続くJBCレディスクラシックでは単勝1.3倍の圧倒的1番人気に支持されたがファッショニスタの3着に敗れ、ダート初敗戦を喫した。

### 5歳（2021年）
初戦はTCK女王盃に出走し、先のJBCレディスクラシックで2着のマドラスチェックらを抑え優勝、ダート重賞2勝目を挙げた。続くエンプレス杯も後方追走から差し切り優勝、ダート重賞3勝目をマークした。
次走からは混合戦へ挑戦し、平安ステークスでは3着と好走したものの、本番の帝王賞では8着となり勝利を挙げる事は出来なかった。その後は牝馬路線に戻りブリーダーズゴールドカップにてダート重賞4勝目を挙げて牝馬路線での強さを再度示した。現地時間11月6日には、ブリーダーズカップ・ディスタフ (米国デルマー競馬場・ダート9ハロン≒1,811m) に出走。レース序盤は後方に位置し、捲るようにして4コーナーで先頭に立つと内のダンバーロードとの激しい競り合いを制し勝利、初のG1タイトルを獲得した。またこの勝利は、日本で調教された馬による史上初の日本国外ダート国際G1制覇でもある。この功績から、2021年度NARグランプリ特別表彰馬を受賞。同年エクリプス賞の古馬牝馬部門のファイナリストにノミネートされるも受賞を逃したが、全米サラブレッド競馬協会 (NTRA) のモーメントオブザイヤーを受賞した。

### 6歳（2022年）
サウジアラビアに遠征し、引退レースとして2月26日のサウジカップにクリストフ・スミヨンとのコンビで出走したが6着に敗れ、有終の美を飾ることはできなかった。3月9日付で競走馬登録を抹消、引退後はノーザンファームで繁殖牝馬となる
。初年度の交配相手にはドレフォンが選ばれた。

## 競走成績
以下の内容は、日本国内の競走についてはJBISサーチおよびnetkeiba.comに、日本国外の競走についてはequibase.com、サカブジョッキークラブ、レーシング・ポストの情報に基づく。
| 競走日     | 競馬場   | 競走名         | 格     | 馬場・距離 （馬場状態） | 頭数 | 枠番 | 馬番 | オッズ （人気） | 着順 | タイム （上がり3F） | 着差     | 騎手         | 斤量 [kg] | 1着馬（2着馬）         | 馬体重 [kg] |
| ---------- | -------- | -------------- | ------ | ----------------------- | ---- | ---- | ---- | --------------- | ---- | ------------------- | -------- | ------------ | --------- | ---------------------- | ----------- |
| 2019.02.03 | 京都     | 3歳新馬        |        | 芝1600m（良）           | 16   | 8    | 16   | 8.9（4人）      | 2着  | 1:37.0 (35.8)       | 0.1      | 池添謙一     | 54        | アイラブテーラー       | 446         |
| 0000.02.23 | 阪神     | 3歳未勝利      |        | 芝1800m（良）           | 14   | 6    | 9    | 6.3（5人）      | 5着  | 1:48.6 (35.1)       | 0.2      | 坂井瑠星     | 53        | ダノンテイオー         | 446         |
| 0000.05.25 | 京都     | 3歳未勝利      |        | 芝1600m（良）           | 18   | 8    | 18   | 9.1（4人）      | 9着  | 1:34.3 (35.1)       | 0.8      | 池添謙一     | 54        | ミッドサマーハウス     | 450         |
| 0000.07.21 | 中京     | 3歳未勝利      |        | 芝1600m（稍）           | 16   | 1    | 1    | 3.9（3人）      | 5着  | 1:36.3 (35.9)       | 0.7      | 福永祐一     | 54        | マーニ                 | 458         |
| 0000.08.10 | 小倉     | 3歳未勝利      |        | 芝1800m（良）           | 16   | 5    | 9    | 7.0（4人）      | 1着  | 1:47.0 (35.4)       | -0.6     | 福永祐一     | 54        | （エッセンツァ）       | 454         |
| 0000.10.19 | 新潟     | 3歳上1勝クラス |        | 芝1600m（稍）           | 18   | 8    | 18   | 6.6（2人）      | 6着  | 1:36.4 (35.4)       | 0.6      | 田中勝春     | 53        | キャンディストーム     | 462         |
| 0000.11.03 | 福島     | 3歳上1勝クラス |        | 芝2000m（良）           | 14   | 2    | 2    | 6.5（4人）      | 1着  | 1:59.8 (35.1)       | -0.0     | 石川裕紀人   | 53        | （ラレゾン）           | 454         |
| 2020.03.29 | 阪神     | 四国新聞杯     | 2勝    | 芝2000m（稍）           | 9    | 1    | 1    | 9.1（5人）      | 1着  | 2:01.4 (35.3)       | -0.1     | 坂井瑠星     | 55        | （ランブリングアレー） | 460         |
| 0000.04.25 | 福島     | 福島牝馬S      | GIII   | 芝1800m（良）           | 16   | 4    | 7    | 20.4（8人）     | 9着  | 1:47.8 (35.2)       | 1.0      | 坂井瑠星     | 54        | フェアリーポルカ       | 452         |
| 0000.05.16 | 新潟     | パールS        | 3勝    | 芝1800m（良）           | 14   | 3    | 3    | 9.4（4人）      | 12着 | 1:48.7 (34.4)       | 1.2      | 中谷雄太     | 55        | アンドラステ           | 458         |
| 0000.06.14 | 阪神     | マーメイドS    | GIII   | 芝2000m（稍）           | 16   | 8    | 15   | 29.2（13人）    | 6着  | 2:01.7 (37.0)       | 0.6      | 高倉稜       | 50        | サマーセント           | 460         |
| 0000.08.16 | 小倉     | 博多S          | 3勝    | 芝2000m（良）           | 9    | 8    | 8    | 6.0（3人）      | 2着  | 1:57.9 (35.5)       | 0.0      | 武豊         | 52        | カセドラルベル         | 474         |
| 0000.09.05 | 小倉     | 桜島S          | 3勝    | ダ1700m（良）           | 14   | 3    | 3    | 3.8（2人）      | 1着  | 1:43.7 (35.0)       | -0.2     | 川田将雅     | 55        | （クリノフラッシュ）   | 466         |
| 0000.10.08 | 大井     | Lプレリュード  | JpnII  | ダ1800m（不）           | 16   | 5    | 10   | 2.3（1人）      | 1着  | 1:52.1 (36.8)       | -0.6     | 川田将雅     | 55        | （マドラスチェック）   | 461         |
| 0000.11.03 | 大井     | JBCLクラシック | JpnI   | ダ1800m（稍）           | 15   | 7    | 13   | 1.3（1人）      | 3着  | 1:51.7 (37.8)       | 0.6      | 川田将雅     | 55        | ファッショニスタ       | 459         |
| 2021.01.20 | 大井     | TCK女王盃      | JpnIII | ダ1800m（良）           | 9    | 4    | 4    | 1.9（1人）      | 1着  | 1:53.7 (37.0)       | -0.1     | 川田将雅     | 55        | （レーヌブランシュ）   | 468         |
| 0000.03.04 | 川崎     | エンプレス杯   | JpnII  | ダ2100m（良）           | 11   | 8    | 11   | 2.3（1人）      | 1着  | 2:14.1 (38.9)       | -0.1     | 川田将雅     | 56        | （サルサディオーネ）   | 457         |
| 0000.05.22 | 中京     | 平安S          | GIII   | ダ1900m（重）           | 16   | 6    | 11   | 5.6（3人）      | 3着  | 1:55.9 (37.1)       | 1.2      | 川田将雅     | 55        | オーヴェルニュ         | 472         |
| 0000.06.30 | 大井     | 帝王賞         | JpnI   | ダ2000m（重）           | 13   | 8    | 12   | 55.0（9人）     | 8着  | 2:04.8 (38.7)       | 2.1      | 森泰斗       | 55        | テーオーケインズ       | 470         |
| 0000.08.12 | 門別     | ブリーダーズGC | JpnIII | ダ2000m（稍）           | 8    | 5    | 5    | 1.5（1人）      | 1着  | 2:06.6 (36.5)       | -0.1     | 川田将雅     | 57        | （リネンファッション） | 470         |
| 0000.11.06 | デルマー | BCディスタフ   | G1     | ダ1+1⁄8mi (Fast)        | 11   | 10   | 10   | 51.0（9人）     | 1着  | 1:47.67             | （ハナ） | O.マーフィー | [ 注 5 ]  | （Dunbar Road）        |             |
| 2022.02.26 | KAA      | サウジC        | G1     | ダ1800m (Fast)          | 14   | 13   | 14   | 21.0（11人）    | 6着  | 1:52.75             | 2.23     | C.スミヨン   | 55.3      | Emblem Road            |             |

- 日本国外のオッズ・人気はレーシング・ポストのもの（日本式のオッズ表記とした）
- 日本国外の競走での「枠番」欄はゲート番を記載。

## 繁殖成績
引退後は北海道安平町にあるノーザンファームで繁殖牝馬となった。初年度はドレフォンと交配した。
2023年4月5日、初仔となる牝馬を出産した。
|       | 誕生年 | 馬名                       | 毛色 | 父               | 性 | 厩舎           | 馬主                     | 戦績         | 出典   |
| ----- | ------ | -------------------------- | ---- | ---------------- | -- | -------------- | ------------------------ | ------------ | ------ |
| 初仔  | 2023年 | マルシュボヌール           | 栗毛 | ドレフォン       | 牝 | 栗東・矢作芳人 | （有）キャロットファーム | （デビュー前 | [ 31 ] |
| 2番仔 | 2024年 | （マルシュロレーヌの2024） | 鹿毛 | キタサンブラック | 牡 |                |                          |              |        |

- 2025年4月11日現在

## 血統表
| マルシュロレーヌの血統        | マルシュロレーヌの血統                           | マルシュロレーヌの血統                           | （血統表の出典）                                 | （血統表の出典）        |
| 父系                          | サンデーサイレンス系（ヘイロー系）               | サンデーサイレンス系（ヘイロー系）               | サンデーサイレンス系（ヘイロー系）               | [ § 2 ]                 |
| 父 オルフェーヴル 2008 栗毛   | 父の父ステイゴールド 1994 黒鹿毛                 | *サンデーサイレンス                              | Halo                                             | Halo                    |
| 父 オルフェーヴル 2008 栗毛   | 父の父ステイゴールド 1994 黒鹿毛                 | *サンデーサイレンス                              | Wishing Well                                     |                         |
| 父 オルフェーヴル 2008 栗毛   | 父の父ステイゴールド 1994 黒鹿毛                 | ゴールデンサッシュ                               | *ディクタス                                      | *ディクタス             |
| 父 オルフェーヴル 2008 栗毛   | 父の父ステイゴールド 1994 黒鹿毛                 | ゴールデンサッシュ                               | ダイナサッシュ                                   |                         |
| 父 オルフェーヴル 2008 栗毛   | 父の母オリエンタルアート 1997 栗毛               | メジロマックイーン                               | メジロティターン                                 | メジロティターン        |
| 父 オルフェーヴル 2008 栗毛   | 父の母オリエンタルアート 1997 栗毛               | メジロマックイーン                               | メジロオーロラ                                   |                         |
| 父 オルフェーヴル 2008 栗毛   | 父の母オリエンタルアート 1997 栗毛               | エレクトロアート                                 | *ノーザンテースト                                | *ノーザンテースト       |
| 父 オルフェーヴル 2008 栗毛   | 父の母オリエンタルアート 1997 栗毛               | エレクトロアート                                 | *グランマスティーヴンス                          |                         |
| 母 ヴィートマルシェ 2002 鹿毛 | 母の父*フレンチデピュティ 1992 栗毛              | Deputy Minister                                  | Vice Regent                                      | Vice Regent             |
| 母 ヴィートマルシェ 2002 鹿毛 | 母の父*フレンチデピュティ 1992 栗毛              | Deputy Minister                                  | Mint Copy                                        |                         |
| 母 ヴィートマルシェ 2002 鹿毛 | 母の父*フレンチデピュティ 1992 栗毛              | Mitterand                                        | Hold Your Peace                                  | Hold Your Peace         |
| 母 ヴィートマルシェ 2002 鹿毛 | 母の父*フレンチデピュティ 1992 栗毛              | Mitterand                                        | Laredo Lass                                      |                         |
| 母 ヴィートマルシェ 2002 鹿毛 | 母の母キョウエイマーチ 1994 鹿毛                 | *ダンシングブレーヴ                              | Lyphard                                          | Lyphard                 |
| 母 ヴィートマルシェ 2002 鹿毛 | 母の母キョウエイマーチ 1994 鹿毛                 | *ダンシングブレーヴ                              | Navajo Princess                                  |                         |
| 母 ヴィートマルシェ 2002 鹿毛 | 母の母キョウエイマーチ 1994 鹿毛                 | インターシャルマン                               | *ブレイヴェストローマン                          | *ブレイヴェストローマン |
| 母 ヴィートマルシェ 2002 鹿毛 | 母の母キョウエイマーチ 1994 鹿毛                 | インターシャルマン                               | トキノシュリリー                                 |                         |
| 母系(F-No.)                   | シュリリー(AUS)系(FN:7-d)                        | シュリリー(AUS)系(FN:7-d)                        | シュリリー(AUS)系(FN:7-d)                        | [ § 3 ]                 |
| 5代内の近親交配               | Northern Dancer S5×M5×M5, ノーザンテースト S4×S5 | Northern Dancer S5×M5×M5, ノーザンテースト S4×S5 | Northern Dancer S5×M5×M5, ノーザンテースト S4×S5 | [ § 4 ]                 |
| 出典                          | 1. 2. 3. 4.                                      | 1. 2. 3. 4.                                      | 1. 2. 3. 4.                                      | 1. 2. 3. 4.             |

- 半弟に2022年のマーキュリーカップ、2023年の佐賀記念を勝ったバーデンヴァイラーがいる。
- 祖母キョウエイマーチは1997年桜花賞馬。7代母に1953年天皇賞（秋）優勝馬クインナルビーがいる。
- 叔父に皐月賞など重賞2着5回のトライアンフマーチ、姪にマイルチャンピオンシップ勝ち馬のナミュール、アルテミスステークス・チャレンジカップ勝ち馬のラヴェルがいる。
- そのほかの近親にはオグリキャップ、オグリローマン、アンドレアモンがいる。

### マルシュロレーヌの主要なファミリーライン
インターシャルマン 1987（4勝）
｜ キョウエイマーチ 1994（8勝 桜花賞）
｜｜ヴィートマルシェ 2002（1勝）
｜｜｜サンブルエミューズ 2010（3勝 芙蓉S(OP)）
｜｜｜｜ナミュール 2019（5勝 チューリップ賞、富士ステークス、マイルチャンピオンシップ、優駿牝馬3着、秋華賞2着）
｜｜｜｜ラヴェル 2020（3勝 アルテミスステークス、チャレンジカップ 現役）
｜｜｜｜アルセナール 2021（1勝 デイリー杯クイーンC2着　現役）
｜｜｜｜ブルージュ 2022（現役）
｜｜｜リリーバレロ 2015（4勝）
｜｜｜マルシュロレーヌ 2016（9勝 ブリーダーズカップ・ディスタフ等重賞5勝）